# Se repulen
Ils se pomponnent
L'eau-forte Se repulen (en français Ils se pomponnent) est une gravure de la série Los caprichos du peintre espagnol Francisco de Goya. Elle porte le numéro 51 dans la série des 80 gravures. Elle a été publiée en 1799.

## Interprétations de la gravure
Il existe divers manuscrits contemporains qui expliquent les planches des Caprichos. Celui qui se trouve au Musée du Prado est considéré comme un autographe de Goya, mais semble plutôt chercher à dissimuler et à trouver un sens moralisateur qui masque le sens plus risqué pour l'auteur. Deux autres, celui qui appartient à Ayala et celui qui se trouve à la Bibliothèque nationale, soulignent la signification plus décapante des planches.
- Explication de cette gravure dans le manuscrit du Musée du Prado :
Esto de tener uñas[4] largas es tan perjudicial, que aún en la Brujería está prohibido.
(Avoir des ongles longs (avoir tendance à voler) est si préjudiciable, que même dans le monde de la Sorcellerie cela est interdit)[5].

- Manuscrit de Ayala :
Los empleados ladrones se disculpan y tapan unos a otros.
(Les employés voleurs se défendent et se couvrent les uns les autres)[5].

- Manuscrit de la Bibliothèque nationale :
Los empleados que roban al estado, se ayudan y sostienen unos a otros. El Jefe de ellos levanta erguido su cuello y les hace sombra con sus alas monstruosas.
(Les employés qui volent l'État, s'aident et se soutiennent les uns les autres. Leur Chef tient dressé son cou et leur fait ombre (les abritent) de ses ailes monstrueuses)[5].

Goya dénonce ici l'exploitation frauduleuse de l'État par des employés indélicats qui se couvrent l'un l'autre et se refont une « beauté » pour échapper aux sanctions.

## Technique de la gravure

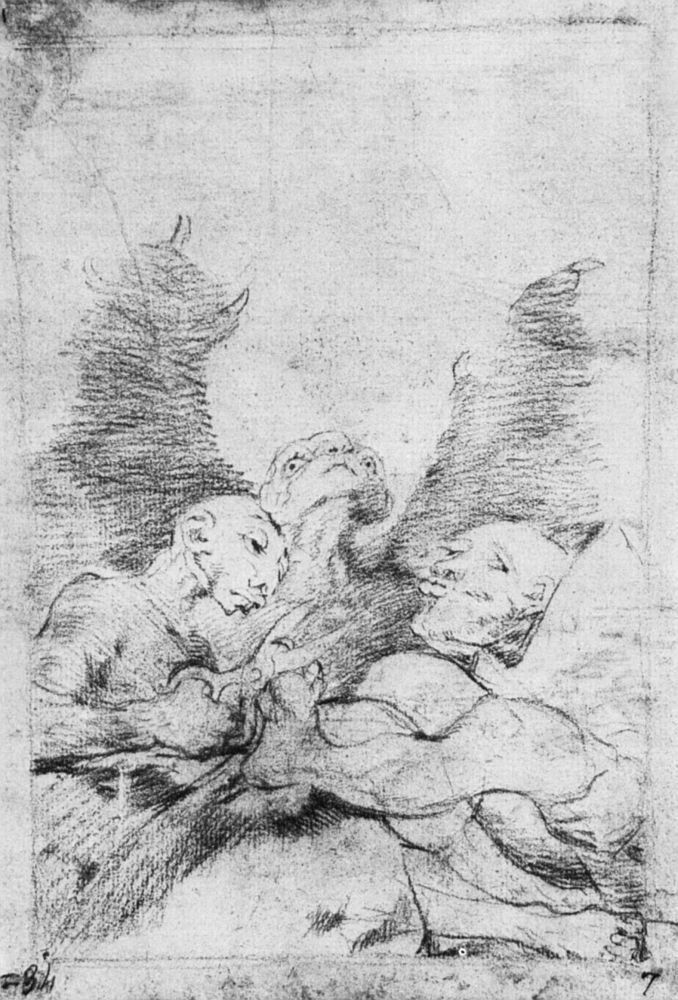
Dessin préparatoire.

L'estampe mesure 210 × 148 mm sur une feuille de papier de 306 × 201 mm.
Goya a utilisé l'eau-forte, l'aquatinte et le burin.
Le dessin préparatoire est à la sanguine. Dans le coin supérieur gauche, au crayon, est écrit « 51 ». Dans le coin inférieur gauche, à la plume est écrit « 34 ». Dans le coin inférieur droit, à la plume est écrit « 7 ». Le dessin préparatoire mesure 208 × 146 mm.

## Catalogue
- Numéro de catalogue G02139 de l'estampe au Musée du Prado.
- Numéro de catalogue D04219 du dessin préparatoire au Musée du Prado.
- Numéro de catalogue 51-1-10-51 de l'estampe au Musée Goya de Castres.